# Hamsterz Life
Hamsterz Life è un videogioco di simulazione commercializzato da Ubisoft per il nintendo DS. Hamsterz Life è noto anche come Love ♥ Criceto o Amore per il criceto in Giappone.